# 山鹿温泉

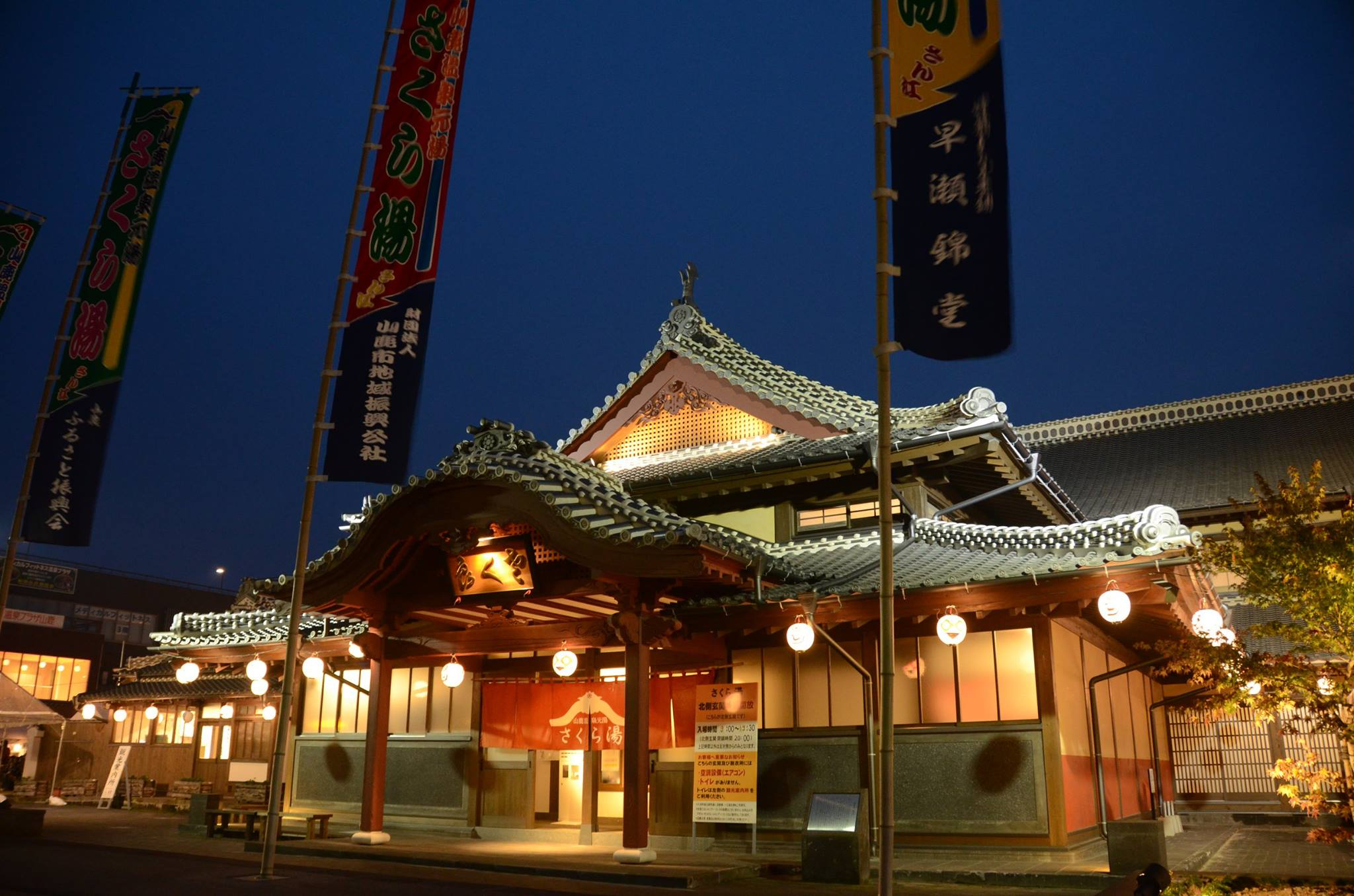
櫻湯

山鹿溫泉位於熊本縣山鹿市（肥後國）。以每年8月舉辦的「山鹿燈籠祭」最為人所知。

## 交通
- 自駕：從熊本市、福岡市、久留米市出發，可於九州自動車道植木交流道接國道三號。從菊池市出發可走國道325號（國道443號）。從柳川市、三山市可走國道443號。
- 公車：從肥後大津站搭乘熊本電鐵巴士、產交巴士至山鹿約1小時10分。從熊本交通中心搭乘產交巴士約1小時~1小時20分。從玉名站搭乘產交巴士約50分~1小時。公車行走路線不同，所需時間不同。

## 泉質
- 鹼性單純泉

據說觸感相當滑順，具有美容肌膚的效果。

## 溫泉街

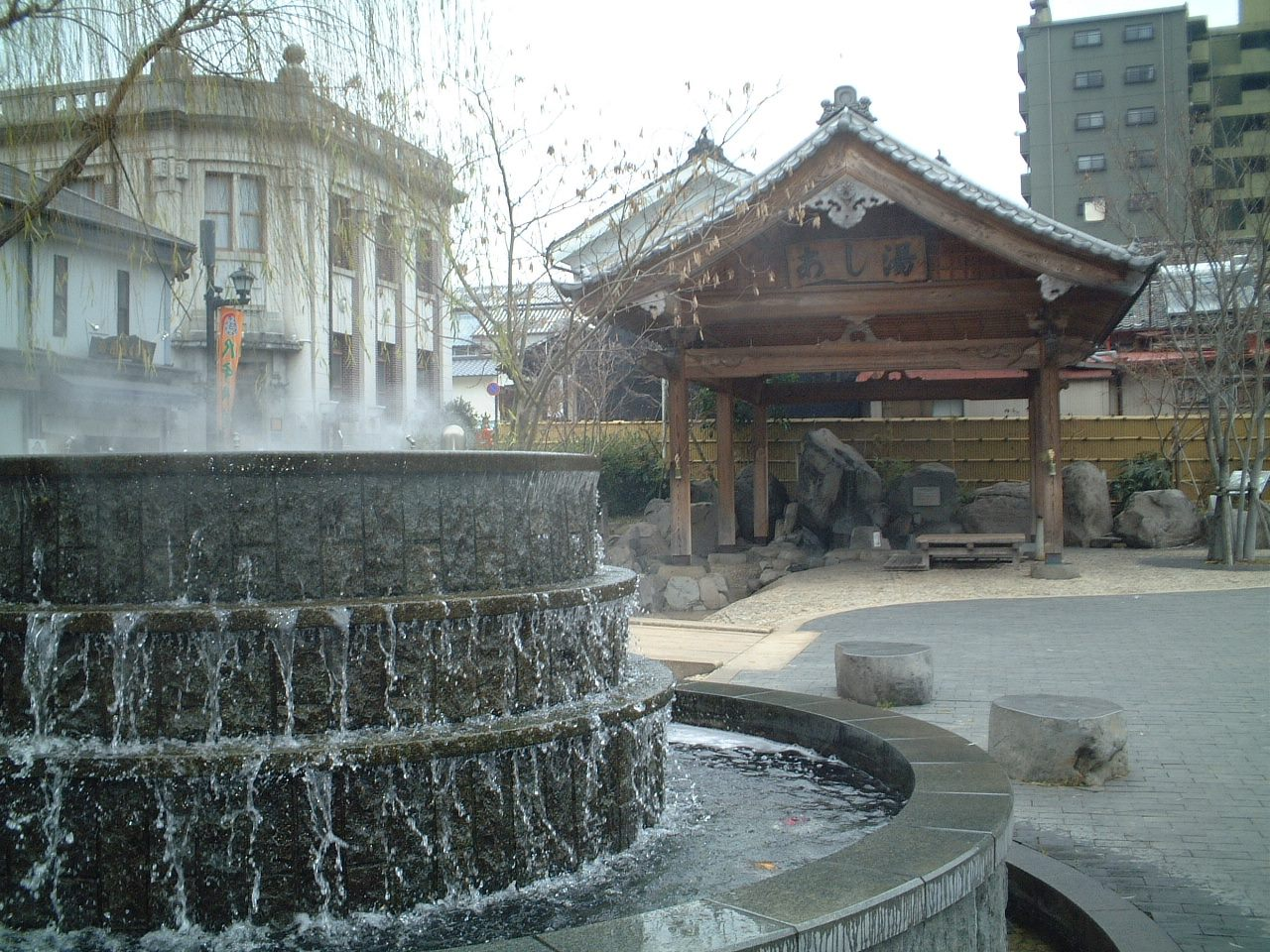
足湯

旅館、飯店約有20間左右，規模為熊本縣內數一數二，是相當擁有歷史感的溫泉古街。據說明治時代時，是模仿道後溫泉所規劃的溫泉街。山鹿溫泉其湧出量相當多，溫泉街上還建有「足湯」、「大眾溫泉浴場」等設施。
另外，豐前街道上還佇立了一座1910年所建的國家指定重要文化財「八千代座」。八千代座為明治時期的劇場小屋，目前為著名的觀光景點之一。於平成13年結束整修工程。
大眾溫泉浴場
- 櫻湯

原本是由道後溫泉的建築工匠所建造的設施。1973年（昭和48年）因為新的開發案，成為了大樓的一部分，只保留了開發前門口的破風。內部為現代裝潢的溫泉泳池，但不失山鹿溫泉原本的滑順泉質。
2011年（平成23年）7月開始展開復元工程，於2012年 （平成24年）竣工。位於入口處還設有飲泉口，24小時供給溫泉，給當地人們裝水飲用。

## 歷史
山鹿溫泉為熊本縣內歷史最悠久的溫泉地之一。傳說，保元之亂時，在京都戰敗的宇野親治在山中狩獵時，偶然遇上一隻受傷的鹿正浸泡在熱水中療養傷勢，進而發現了此溫泉。溫泉名、地名「山鹿」也有可能是由此來。
承平年間記載的『倭名類聚抄』就已經記載山鹿之名，在平安時代就已美肌之湯聞名至今。
山鹿溫泉街於江戶時代成為宿場，越趨繁榮熱鬧。細川忠利還於此地建造了一間御茶屋，此御茶屋即為「櫻湯」的前身。
1923年~1960年間設有山鹿溫泉鐵道。因為水害的關係，目前已經廢線。
2006年（平成18年）11月，和菊池川流域的玉名溫泉、菊地溫泉、植木溫泉一起組成了「菊池川溫泉鄉協議會」，致力將「菊池川溫泉鄉」品牌化，開發共同商品以及旅遊路線等。
- 山鹿市內的溫泉
  - 平山溫泉
  - 熊入溫泉
  - 菊鹿溫泉

## 外部連結
- 山鹿温泉観光協会 （页面存档备份，存于） （日文）
- 平山温泉観光協会 （页面存档备份，存于） （日文）